# 聖水式

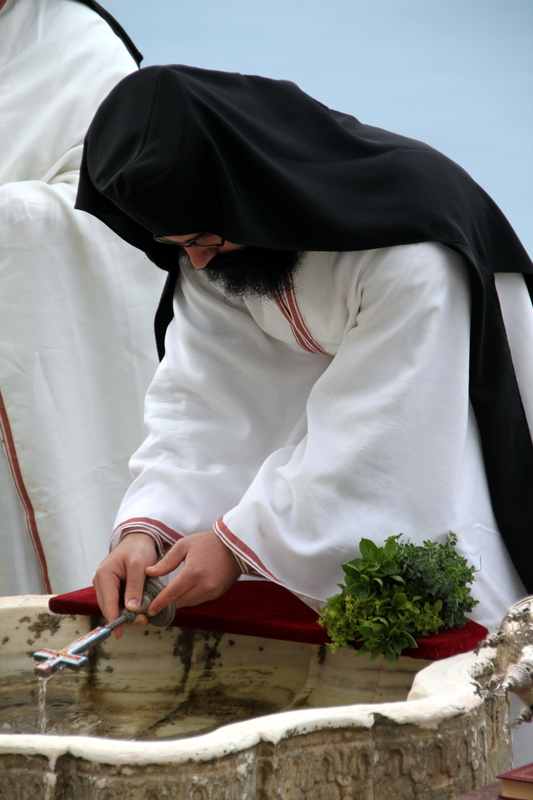
神現祭の大聖水式において、十字架を盤の水に入れて、水を成聖する修道司祭（サントリーニ島（ギリシャ）、預言者イリアス修道院）。

聖水式（せいすいしき、ギリシア語: Ο Ἁγιασμός;, ロシア語: Агиасма, 英語: Blessing of Water もしくは Sanctification of the Water）は、正教会で行われる、水を成聖して聖水とする奉神礼。
神現祭（「主の洗礼祭」とも - 1月6日／1月19日）にのみその一環として行われる大聖水式（だいせいすいしき）と、日常的に適宜行われる小聖水式（しょうせいすいしき）がある。

## 大聖水式

### 概要・意義

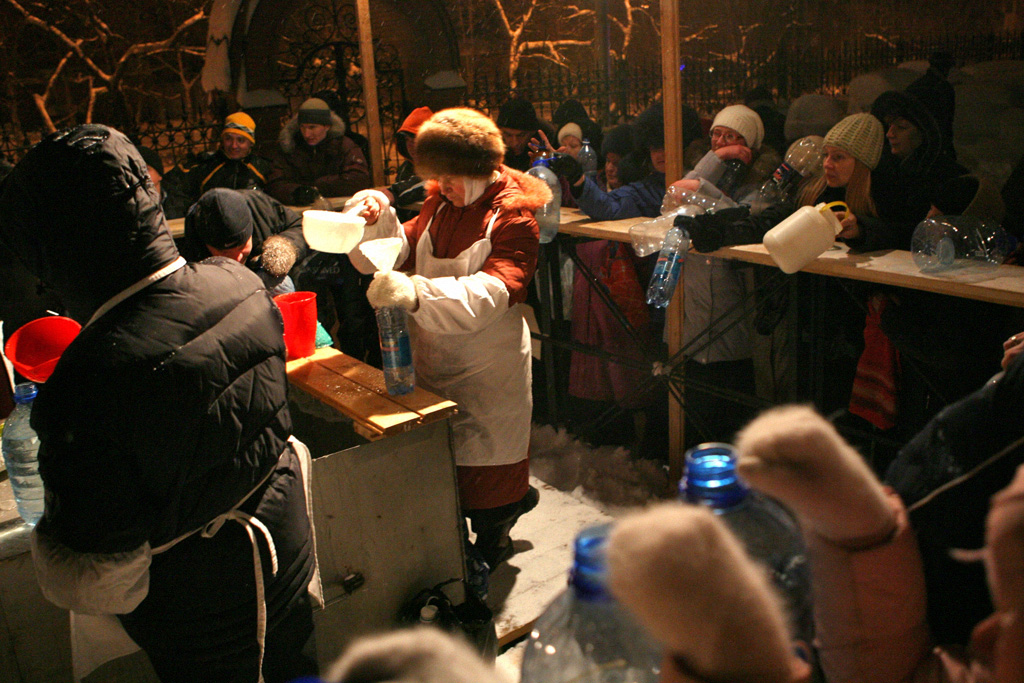
ロシア・ノヴォシビルスクのアレクサンドル・ネフスキー大聖堂で、大聖水式の後、聖水をペットボトル等の容器に入れて持ち帰る信者達。

大聖水式（だいせいすいしき、ギリシア語: Ο Μεγάλος Ἁγιασμός, ロシア語: Великая Агиасма, 英語: The Great Blessing of Water もしくは The Great Sanctification of the Water）は、神現祭前日と神現祭当日の聖体礼儀に引き続いて行われる聖水式。ふつう街の教会では、前日と当日のうち、信者が参祷し易い日を選んで一回、大聖水式を執行する。
大聖水式では、祈祷書に従い奉神礼（礼拝）が執行される。十字架で十字形が描かれ、十字架が水に入れられ出され、水が成聖される。
大聖水式が行われる日として定められている神現祭は、イイスス・ハリストス（イエス・キリスト）が洗礼を受けたことと、その時に起きたことを記憶している。ハリストスが洗礼を受けたのは、自分が水によって清められるためのものではなく、水の方を聖にするものであったと正教会では理解される。水はあらゆる物質に含まれるため、水の成聖・聖水はすなわち、この世が成聖されることと、全人類と全人類の救いを意味している。聖水式は、「ハリストスによる水の成聖」を「やり直す」ものではなく、「拡張して現臨させる」ものであると正教会では捉えられている。
大聖水式では、聖堂もしくは屋外で専用の容器に入れられた水が成聖されるほか、川や湖でその水が成聖される場合もある。大聖水式に成聖された聖水は教会に保管され、各種の成聖に使われたり、信徒に振り掛けられたりする。一部は信徒によって家に持ち帰られ、様々な機会に飲用される。
祈祷書に定められた奉神礼（後述）の他に、大聖水式に合わせて行われる地域ごとの習慣がある。後者は聖書や祈祷書に由来するものではなく、また全ての地域で行われているものとは限らない（後述）。
場所別（聖堂内、街中、河・湖）に見る、聖水式の例
- 生神女就寝大聖堂（ヘルシンキ・フィンランド）での大聖水式。左右にディキリとトリキリ。
- ガブロヴォ（ブルガリア）での大聖水式。複数の司祭[注釈 5]が司祷・陪祷し、街中で専用の容器に入れられた水を成聖している。
- ドイツでの大聖水式。桟橋から十字架を吊り下げて水を成聖する司祭[注釈 5]。

### 祈祷書・奉神礼（礼拝）

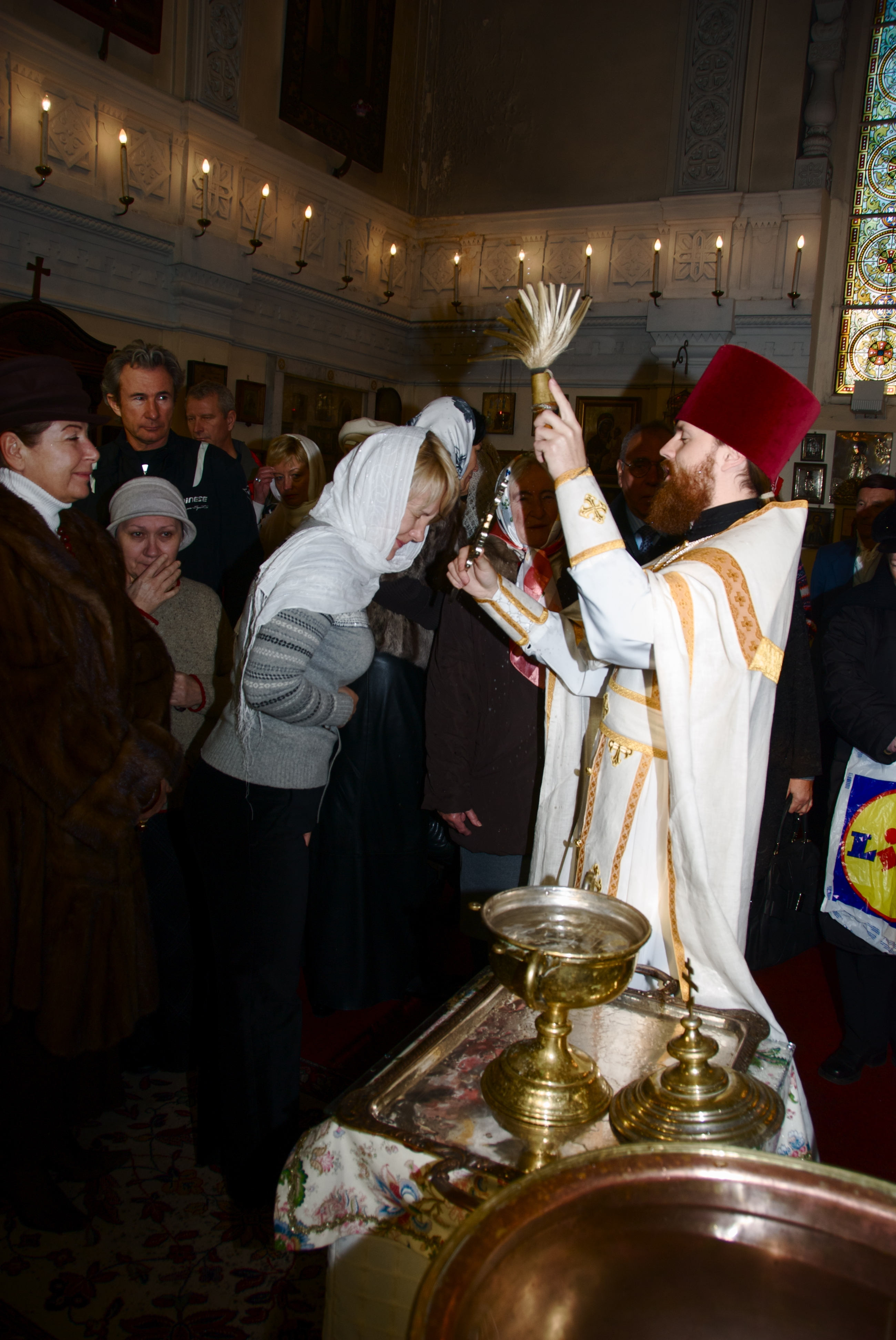
小箒のような道具（イソプ）で信徒達に聖水を撒く司祭（フランス）

大聖水式は祭日の讃詞の歌唱と、水への振り香炉による炉儀で始まる。
讃詞の後、イサイヤの預言書（イザヤ書）から《35:1 - 10、55:1 - 13、12:3 - 6》の三カ所が詠まれる。次に、コリンフ前書（コリントの信徒への手紙一）1:10 - 14、マルコ福音1:9 - 11が詠まれる。
続いて神聖神（かみせいしん、聖霊）の恩寵が、水と、水を飲む者に降るように祈る特別な大連祷がある。
その後、祭日の讃詞が歌われる中、司祷者（主教もしくは司祭）は十字架を水に3度沈めて成聖した後、聖水を四方に撒く。司祷者はこの聖水で信者とその家を祝福する。
正教会においては、水が成聖されたり聖水を飲んだりすることは、異教の要素が混入したものではなく、旧約時代から実践され、キリスト教において重要な意味を持っていると考えられている。

### 各地の習慣（冷水浴など）

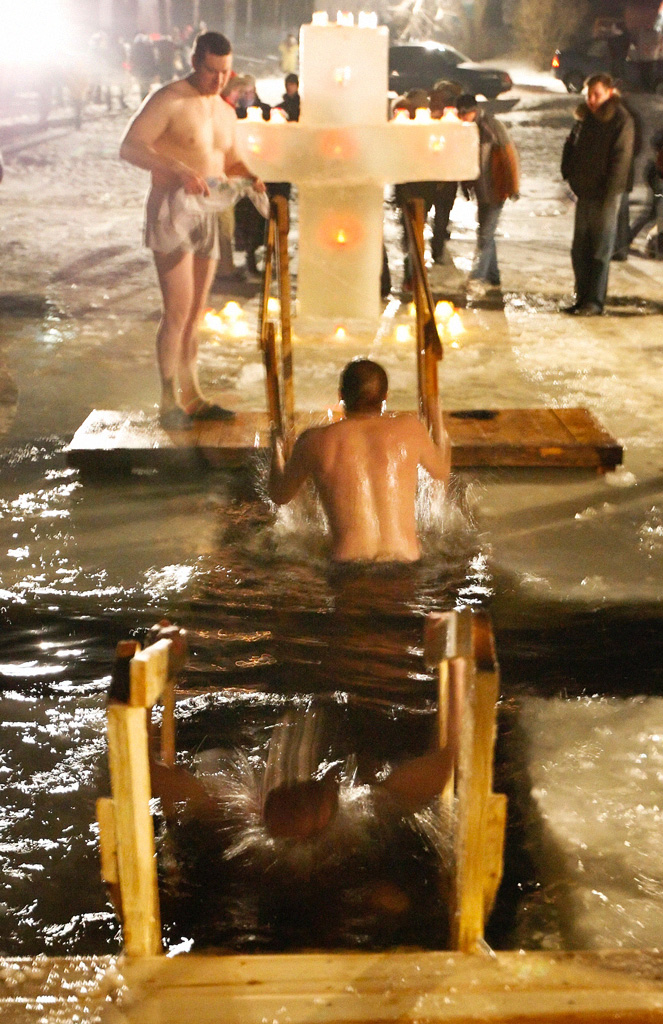
ヤロスラヴリ州（ロシア）での大聖水式。凍結したヴォルガ河に穴が開けられ、聖水式が行われた後、信者が階段を下りて水に浸かり、階段を上がって水から出ている。傍らには氷の十字架が建てられている。

上述の祈祷書に書かれた奉神礼（礼拝）は、どこの地域の正教会でも広く行われているものであるが、特定の地域・民族系統の正教会でのみ行われている習慣もある。
例えばギリシャ、ブルガリア、ルーマニア等では、十字架が海などに投げ入れられ、最初にその十字架を取り上げた者は神の祝福を受けるとされる。世界各地にあるギリシャ系の正教会でもこうした習慣が行われることがある。
ブルガリアでは冷たい河川に大人数で浸かって、司祭によって投げ入れられた十字架を拾い、冷たい水に浸かったままで歌い踊って神現祭を祝う習慣がある。
ロシア、ウクライナ、ベラルーシ等では、凍った川や湖に穴（多くの場合は十字架の形にあけられた穴）を開けるなどして水を成聖し、その穴に入って聖水に頭まで浸かって身を清める習慣がある。ロシアなど、こうした習慣を有する地域においては、この日のために多くの「聖水所」が各地に設けられ、信者の便宜が図られる。
ロシア正教会によれば、聖水式において冷たい聖水に全身で浸かる信者は毎年増えている。一方で、ロシア正教会はこの習慣について「信心深いロシアの伝統」と評価しつつも、「教会の正典は洗礼祭の日に水に入ったり、凍った川や湖に穴をあけるように指示はしていない。」とも述べ、こうした習慣を信者達に強制せず、「重要なのは、人々が洗礼祭本来の意味を忘れないこと」「肝心なのは、この日の歓喜を近しい人たちと分かち合うことだ」と強調している。
特定の地域・民族の教会のみで行われている習慣の例
- 海に向かって十字架を投げ入れるギリシャ系の主教[注釈 6]（オーストラリア）。
- 氷に十字型に穿たれた穴に満ちている聖水に身を浸す正教徒（プリモルスキー地方・ロシア）。
- ブルガリアでの神現祭の様子。冷たい川に大人数で入り、歌い踊る。

## 小聖水式
小聖水式（しょうせいすいしき、: Ο Μικρὸς Ἁγιασμός, ロシア語: малая Агиасма, 英語: Lesser Blessing of Waterもしくは英語: The Lesser Sanctification of Water）は、いつでも行うことができる聖水式である。
「大」と「小」と呼び分けられているが、祈祷書における頁数で言えばむしろ小聖水式の方が長い。日本正教会の祈祷書の一つ『聖事経』には「小聖水式」「神現祭の大聖水式」が収録されているが、「小聖水式」が395頁から421頁まで、「神現祭の大聖水式」が422頁から441頁まで掲載されている。